# Urbano Lazzaro
Urbano Lazzaro (4 novembre 1924 - 3 janvier 2006) est un résistant italien qui a joué un rôle important dans la capture de Benito Mussolini vers la fin de la Seconde Guerre mondiale.

## Biographie
Lazzaro est né à Quinto Vicentino en Vénétie. Jeune homme, il rejoint la Guardia di Finanza italienne avant la guerre. Lorsque l'alliance de l'Italie et l'Allemagne s'effondre en 1943, Lazzaro fait partie des nombreux fonctionnaires italiens arrêtés par les Allemands.
Lazzaro s'échappe de détention et rejoint les partisans communistes dans le nord de l'Italie. Le 27 avril 1945, il devient commissaire politique de la 52e brigade Garibaldi. Dans le village de Dongo, les troupes de la brigade stoppent un convoi de camions allemands tentant de s'échapper en Suisse. Un partisan se méfie d'un « Allemand » plus âgé portant une capote, des lunettes et le casque baissé sur la tête. Après avoir porté l'homme à son attention, Lazzaro le reconnait comme étant l'ancien Duce.
Lazzaro n'est pas présent lors de l'exécution ultérieure de Mussolini. Cependant, il enquêtera sur cette mise à mort après la guerre et en conclut que Mussolini avait été abattu le jour même de son arrestation, contrairement à la version officiellement acceptée des événements. Lazzaro publie un livre sur ce sujet intitulé Dongo : la Fine di Mussolini en 1962.
Lazzaro deviendra un cadre de l'Autorité hydroélectrique du Piémont après la guerre. Il déménage ensuite à Rio de Janeiro, au Brésil, aura trois enfants. Au cours de ses combats de guerre, il était connu sous le nom de « Bill ». Il décède dans un hôpital de Verceil, en Italie, en 2006.